# České přípisky v zápisníku Alberta Bohema
České přípisky v zápisníku Alberta Bohema (ABoh, případně AlbBoh) představuje několik raných dokladů psané češtiny z první poloviny 13. století. Přípisky (také poznámky) se objevují v zápiscích děkana Alberta Bohema, které jsou psány latinsky, čeština je tam použita nejspíše jako tajná řeč (způsob šifrování).
Fyzicky se nacházely zápisky v dvojdílném papírovém zápisníku (jedná se o knihu, kde jsou záznamy různého druhu, náboženské i deníkové, v němčině např. označují tento zápisník Brief- und Memorialbuch), jehož první část se ztratila (jsou známy pouze výpisky od Johanna Aventina, který české přípisky neuvádí) a druhý se nachází v Bavorské státní knihovně v Mnichově (sign. Clm 2574b). Existuje moderní edice celého zápisníku z roku 2000, kterou připravil Thomas Frenz a která byla vydána v rámci Monumenta Germaniae Historica.
Známy jsou čtyři oddělené přípisky na fol. 35v, 40r, 111v, 120r psané více rukama. Není jasné, jestli sám Albert uměl česky, nebo někdo z jeho doprovodu (v zápisníku je zmiňován jistý Miklaf a ještě výrazněji Albertův notář Wolfgang/Lupus, kteří měli nejspíše slovanský původ). Přípisky jsou krátké, týkají se úschovy Albertových cenných věci u různých lidí a na různých místech (takto je v češtině starobyle doložen výraz pro kožešinový oděv, kožuch de liška), případně jinak choulostivých informací (např., že jistá rostlina způsobuje smrt nenarozeného dítěte: „…dítě mladé et staré v máteři umoří“). Jazykově se přípisky řadí nejspíše k jihočeským nářečím (v grafice jsou ještě zachyceny staroslovanské jery, které se právě zde udržely nejdéle, například v doudlebském nářečí se používali dokonce nejméně do 19. století).

## Přípisky
Dále jsou vlastní české přípisky (ve znění podle Frenze – jedná se o transliteraci, nové je členění textu a poněkud je přizpůsobena interpunkce)
- Habuimus aput abbatem Altahen. in deposito devadezen grivny zelata. Ex hiis recepimus primo aput Wazzerburch V, postea personaliter duas, postea per Vkingarium duas, per tumplebanum I, per decanum Ratispon.
- V geptice moie mosny ze kenihami, a v caplana Wikprehta moy lizti wessebene we zude derivveneme. Item in pixide aput eundem due dispensationes et cosuch de lisca. / V keneze W. Wecomiri koztelnem moie komora v mesczv a ma nadobe et listi papeschovi dobre mulostive et Colinzkeho in quadam pixide longa sigillata meo sigillo sine sera. / V Ditmara popa moie rucho a ma bibla. Verte folium.
- Herba, que in theutonico liesse dicitur et crescit in locis paludosis, cruda et cocta masticata seu comesta dete mlade et ztare v materi vmori.
- Plantago bene pistata et ex ea sucus per pannum extractus cum adiecto oleo rosato vel violacio vel anna oleo olive: si poie inungatur, rozte welme nazilne.

## Edice
- Die Briefe des späteren Mittelalters 1: Das Brief- und Memorialbuch des Albert Behaim Herausgegeben von Thomas Frenz. München 2000, ISBN 3-88612-091-0 (Monumenta Germaniae Historica), české přípisky editovány v zápiscích č. 59, s. 232; č. 71, s. 252-253; č. 157, s. 513; č. 159, s. 547.
- Josef Truhlář. Dvě staročeské památky z XIII století v Mnichově: b) Albertus Bohemus a české přípisky v jeho zápisníku z XIII století, in Časopis Musea království Českého 1879, roč. 53, s. 580-585, přípisky editovány na s. 581–582.